# Эйтель Фридрих Прусский
Вильгельм Э́йтель Фридрих Кристиан Карл (нем. Wilhelm Eitel Friedrich Christian Karl von Preußen; 7 июля 1883, Потсдам — 8 декабря 1942, вилла Ингенхайм, Потсдам) — принц Прусский, второй сын кайзера Вильгельма II и императрицы Августы Виктории, прусский генерал-майор (12 мая 1918).

## Биография

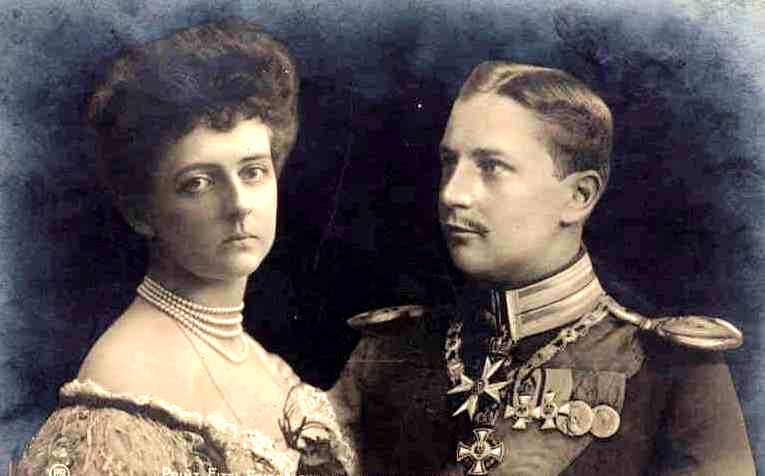
Принц с супругой Софией Шарлоттой. 1906

Детство Эйтеля прошло в Плёне, в «Доме принцев». В 1902 году побывал в Италии на острове Корфу, в Афинах и Египте, где серьёзно заболел корью. В 1904 году окончил Боннский университет. Позже решил посвятить всю свою жизнь военному делу. Проходил службу в 1-м гвардейском пехотном полку. Дослужился до звания полковника (27 января 1915). 
С 1907 до 1926 годы — херренмейстер рыцарского ордена Иоаннитов — протестантского аналога ордена мальтийских рыцарей, во главе которого традиционно стоял какой-нибудь прусский принц. Автор военных маршей; один из них (Prinz Eitel Friedrich marsch) носит его имя.
В годы Первой мировой войны командовал сначала гвардейским полком, затем 1-й гвардейской пехотной бригадой, а в апреле 1915 года, после гибели её командира, возглавил 1-ю гвардейскую пехотную дивизию, которой командовал до самого конца войны. Ранен под Бапомом. Летом 1915 года вместе со своей дивизией принимал участие в боевых действиях на Восточном фронте. Тогда же способствовал спасению будущего германского аса Манфреда фон Рихтгофена, когда тот на своем самолете потерпел крушение — принц заметил происходящее, и направился к месту происшествия со своим штабом. Рихтгофен и его пилот были спасены. По воспоминаниям современников, принц отличался храбростью, лично принимал участие в боях. Тирпиц вспоминал о том, что император касательно военных вопросов часто прислушивался к советам принца. Также, вспоминая о принце, Тирпиц называл его «хорошим и простым как всегда». До конца войны дослужился до генерал-майора, был отмечен множеством высоких государственных наград, в том числе орденом «Pour le Merite» (22 марта 1915, дубовые листья к ордену 8 сентября 1916).
После падения монархии остался в Германии. В ноябрьские дни 1918 года принц Максимилиан Баденский планировал вариант возвести на престол внука кайзера Вильгельма Прусского и сделать при нем регентом относительно популярного в армии и не вызывавшего раздражения у политиков принца Эйтеля. Способствовал выезду своих родителей в Нидерланды. В годы Веймарской республики принц состоял в различных ветеранских организациях, в том числе «Стальной шлем». Приход Гитлера к власти не приветствовал. В последние годы принц полностью устранился от общественной и политической жизни. Умер 8 декабря 1942 года в возрасте 59 лет в своем потсдамском имении и по приказу Гитлера был похоронен тихо, без отдания военных почестей, в Античном храме в потсдамском парке Сан-Суси.
В честь принца был назван один из больших пароходов HAPAG — Prinz Eitel Friedrich, в годы Первой мировой войны использовавшийся Германией как вспомогательный крейсер и впоследствии ставший одним из известных морских рейдеров.

## Семья
27 февраля 1906 года женился на герцогине Софии Шарлотте Ольденбургской (1879-1964), дочери Фридриха Августа, великого герцога Ольденбургского, с которой поселился в потсдамской вилле Ингенхайм. Детей в браке не было, и супруги развелись по этой причине в 1926 году.

## Награды
- Орден Святого апостола Андрея Первозванного (31.12.1910)[4]
- Орден Святого Александра Невского (31.12.1910)[5].